# Kasteel van Saint-Laurent-le-Minier
Het Kasteel van Saint-Laurent-le-Minier (Frans: Château de Saint-Laurent-le-Minier) is een kasteel in de Franse gemeente Saint-Laurent-le-Minier. Het kasteel is een beschermd historisch monument sinds 1988.